# 趙端
趙端（？—？），浙江錢塘縣人，清朝政治人物、貢士出身。
康熙年間，貢士出身。康熙十五年，擔任山西介休縣知縣，升任太原府同知。